# Bel (enhed)
 For alternative betydninger, se Bel. (Se også artikler, som begynder med Bel)
Bel er en logaritmisk måleenhed, som udtrykker forholdet af en fysisk størrelse relativt til et specificeret eller underforstået referenceniveau.
Bel anvendes f.eks. til angivelse af effektforhold, spændingsforhold og strømforhold. Benyttes indenfor telekommunikationen, trådløs kommunikation, lydmålinger og optiske målinger.
En bel (symbol B) og en tiendedel bel: decibel (forkortet dB) udtrykker et forhold mellem to værdier og er beregnet ved hjælp af logaritmer:

## For effektforhold
For effekterne P1 og P2 gælder det, at forholdet mellem dem er:

{\displaystyle 10\cdot \log _{10}\left({\frac {P_{1}}{P_{2}}}\right)dB.}
De 10, der ganges med, er bare en omsætning til decibel.
Af formlen ses, at forholdet 1:1 svarer til 0 dB, mens 10:1 er 10 dB, 100:1 er 20 dB og 1:100 er -20 dB.
Hvis en effektdæmpning i et transmissionsled er 100 gange (20 dB) og dæmpes yderligere til halvdelen af effekten (3 dB) er den totale dæmpning 20 + 3 = 23 dB.
Et signals reelle størrelse er også muligt at angive ud fra en oplyst reference.
Hvis f.eks. et signal har størrelsen 0,0001 watt (0,1 mW), ligger det 10 dB under 1 mW og kan angives som -10 dBmW eller bare -10 dBm.

## For f.eks. spændingsforhold eller strømforhold
For andre forhold – f.eks. enten to spændings- eller to strøm-værdier; X1 og X2 gælder det, at forholdet mellem dem er:

{\displaystyle 2\cdot 10\cdot \log _{10}\left({\frac {X_{1}}{X_{2}}}\right)dB.}
De 10, der ganges med, er bare en omsætning til decibel.

## dB-udtryk
Når signalers størrelse skal angives, enten relativt eller reelt, angives ofte hvilken størrelse, dB-tallet henfører til. 
- dBA anvendes i akustikken om den menneskelige hørelse. 0 dBA passer nogenlunde med den nederste grænse for hvad vi kan høre (et lydtryk på 20 mikropascal ved frekvensen 1 kHz). En ændring på ca. 10 dBA opfattes dobbelt så stort, mens den mindste ændring i lydniveaeu, som mennesker kan skelne er en ændring på ca. 1 dBA. A-et i dBA er ikke relateret til akustik, men refererer til en frekvensmæssig vægtning, der modsvarer den menneskelige hørelse.
- dBc benyttes om f.eks. en senders egenstøj, der angives i antal dB under (lavere end) bærebølgen, dBc(arrier). Bruges også om sidebånd, når man taler om modulation målt i en spektrumanalyse.
- dBd benyttes når en antennes forstærkning opgives i forhold til en almindelig dipolantenne.
- dBi benyttes når en antennes forstærkning opgives i forhold til en isotropantenne (en teoretisk konstruktion).
- dBm er en reel værdi ud fra signalets størrelse i forhold til 1mW (milliwatt). 0 dBm er derfor 1 mW, mens 10 dBm er 10 mW og 20 dBm er 100 mW. I størrelser under 1 mW vil tallet ifølge ovenstående formler være negativt, således er -10 dBm lig 0,1 mW og -30 dBm er 0,001 mW (eller 1 μW (mikrowatt)). Skal man regne antal dBm om til spændinger, er man nødt til at tage indgangs/udgangs-impedansen med i udregningerne.
  - dBmV angiver det samme, blot i forhold til millivolt. Her skal bemærkes at dBm ofte som en selvfølge henføres til mW, mens man skal huske at skrive dBmV, hvis man regner i spænding. Måleinstrumenter, der måler i ren spænding, f.eks. en spektrumanalysator kan dog angive dBmV som dBm. Begreberne er nemme at rode sammen, specielt når en spændingsændring på 6dB (2 gange) medfører en effektændring på 6 dB (4 gange).
  - dBμV anfører på samme måde signalets størrelse i forhold til 1 mikrovolt.